# ایستگاه متروی چیگ‌ول
ایستگاه چیگول
یک ایستگاه از خط مرکزی و از خطوط متروی لندن است؛ که در منطقه چیگول قرار دارد و در ۱ مه ۱۹۰۳ افتتاح شده‌است.

## نگارخانه

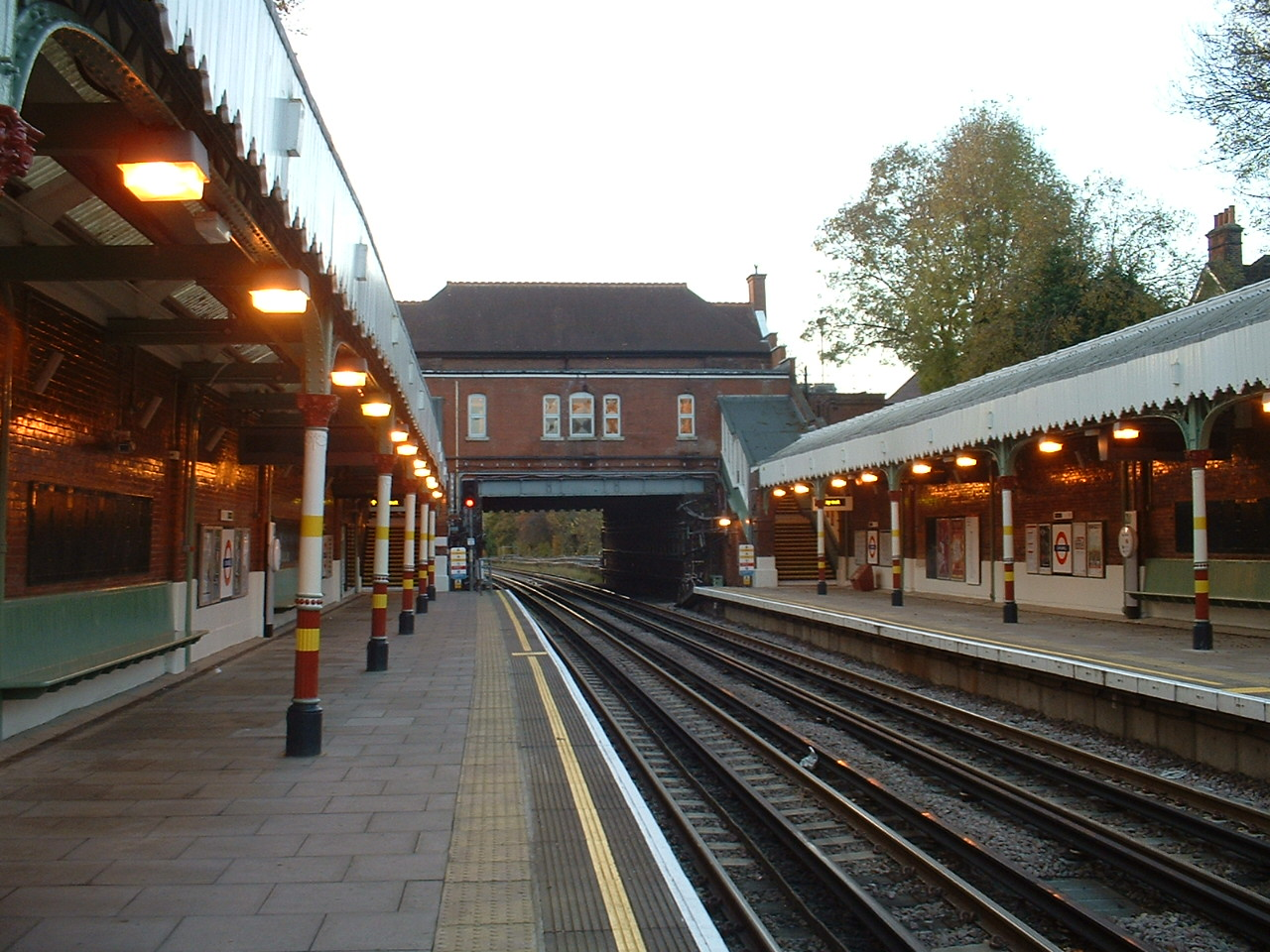
Looking west (operationally, 'eastbound' due to the loop line from Hainault)
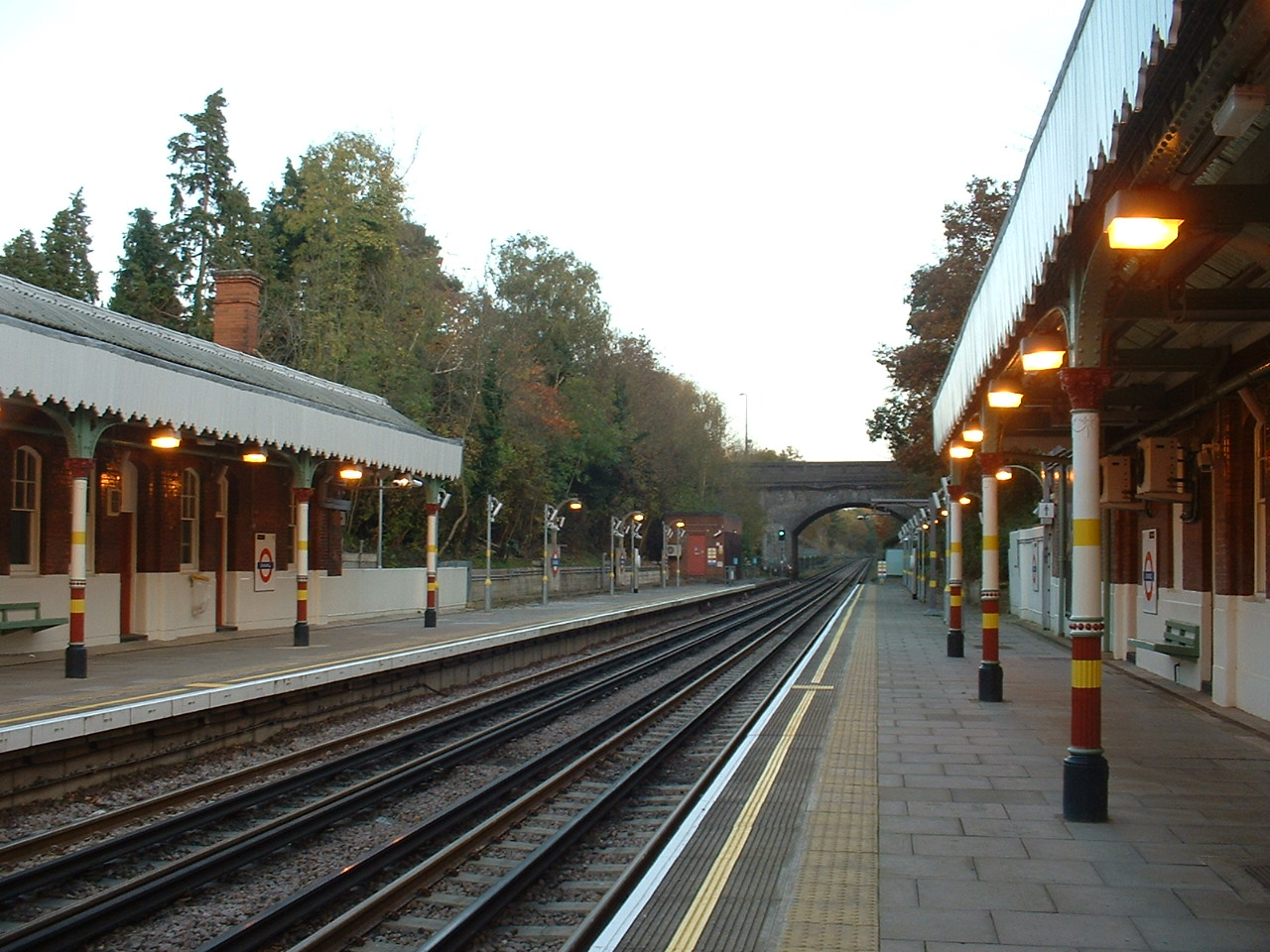
Looking east (operationally, 'westbound' due to the loop line from Woodford)
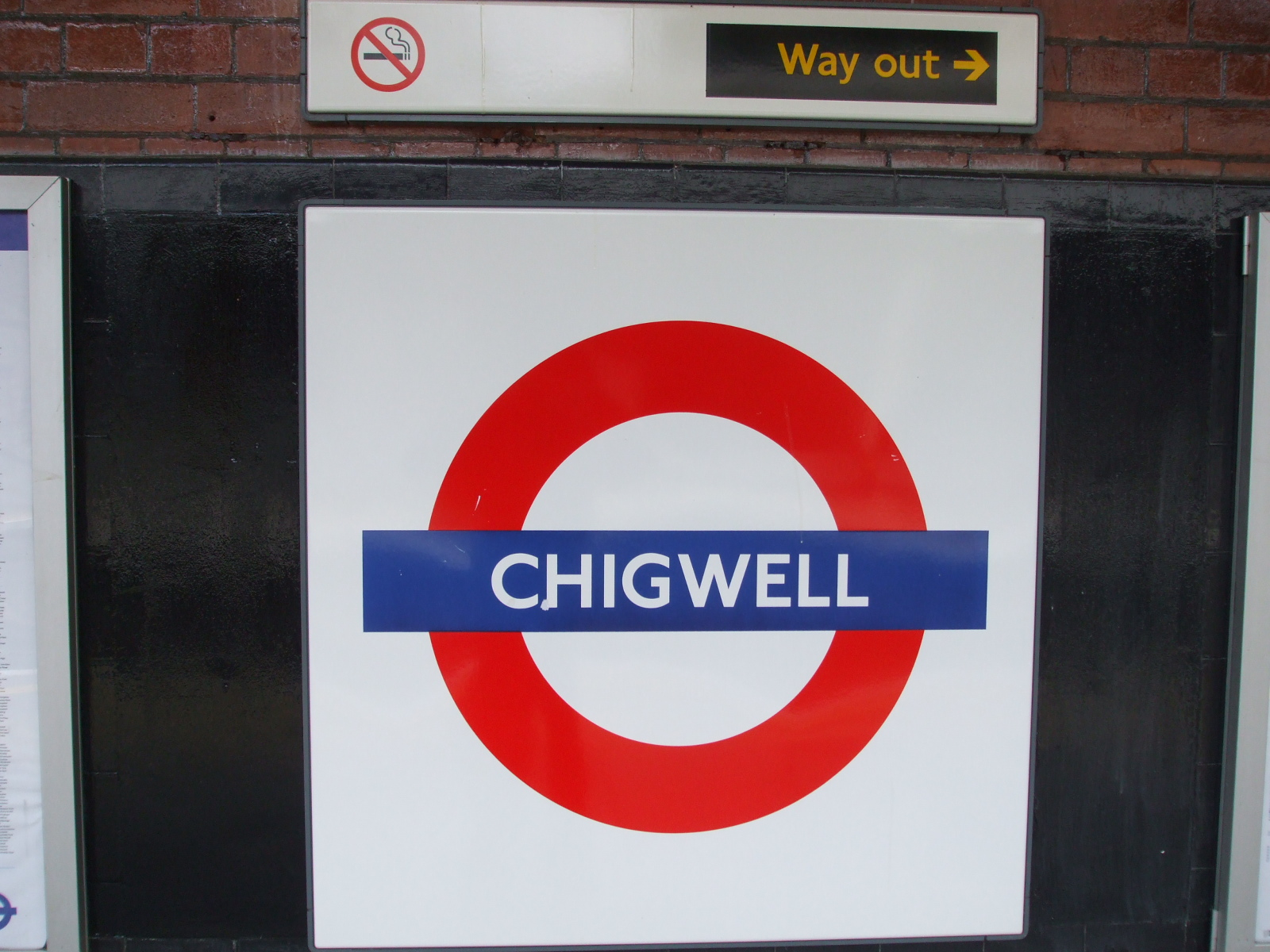
Roundel on 'eastbound' platform, towards Woodford

| ایستگاه قبلی                                            |  | متروی لندن          |  | ایستگاه بعدی                |
| ------------------------------------------------------- |  | ------------------- |  | --------------------------- |
| Grange Hillبه سمت هینوت، ایلینگ برادوی، یا رویسلیپ غربی |  | خط مرکزی متروی لندن |  | Roding Valleyبه سمت وودفورد |

۵۱°۳۷′۰۳″شمالی ۰°۰۴′۲۷″شرقی / ۵۱٫۶۱۷۴۹°شمالی ۰٫۰۷۴۲۱°شرقی